# Dworzec MDA w Krakowie

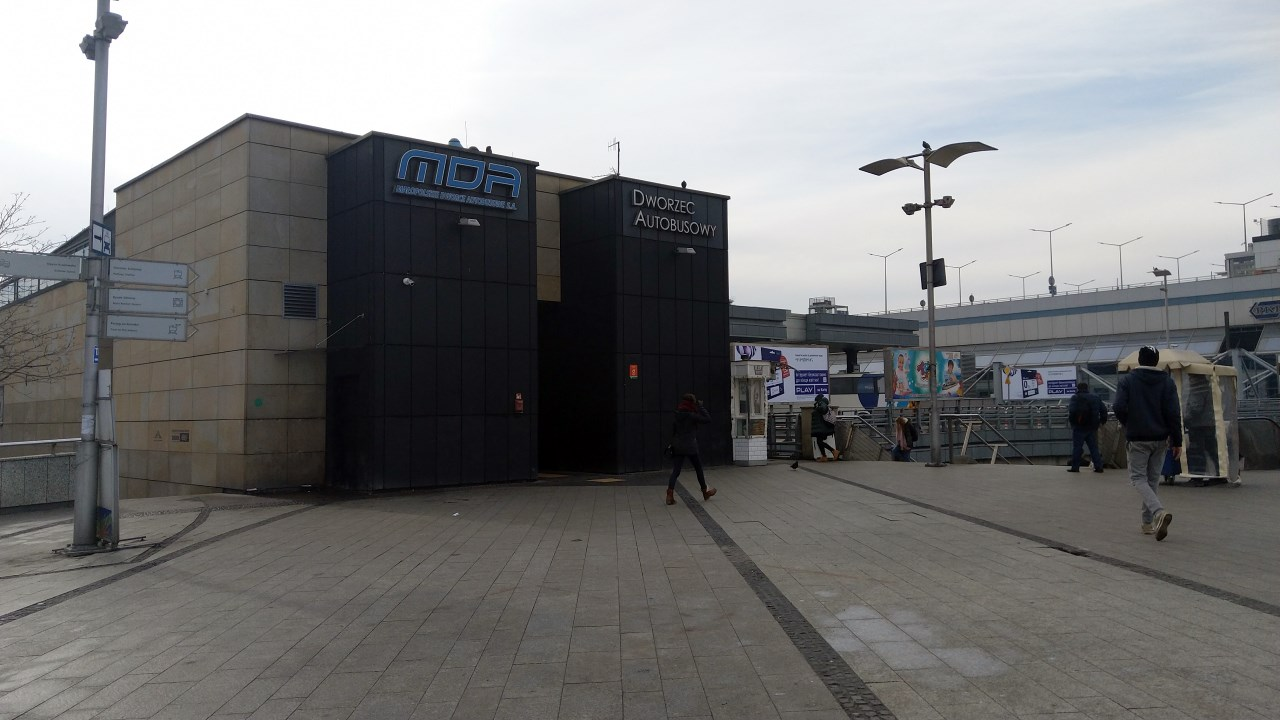
Wejście boczne

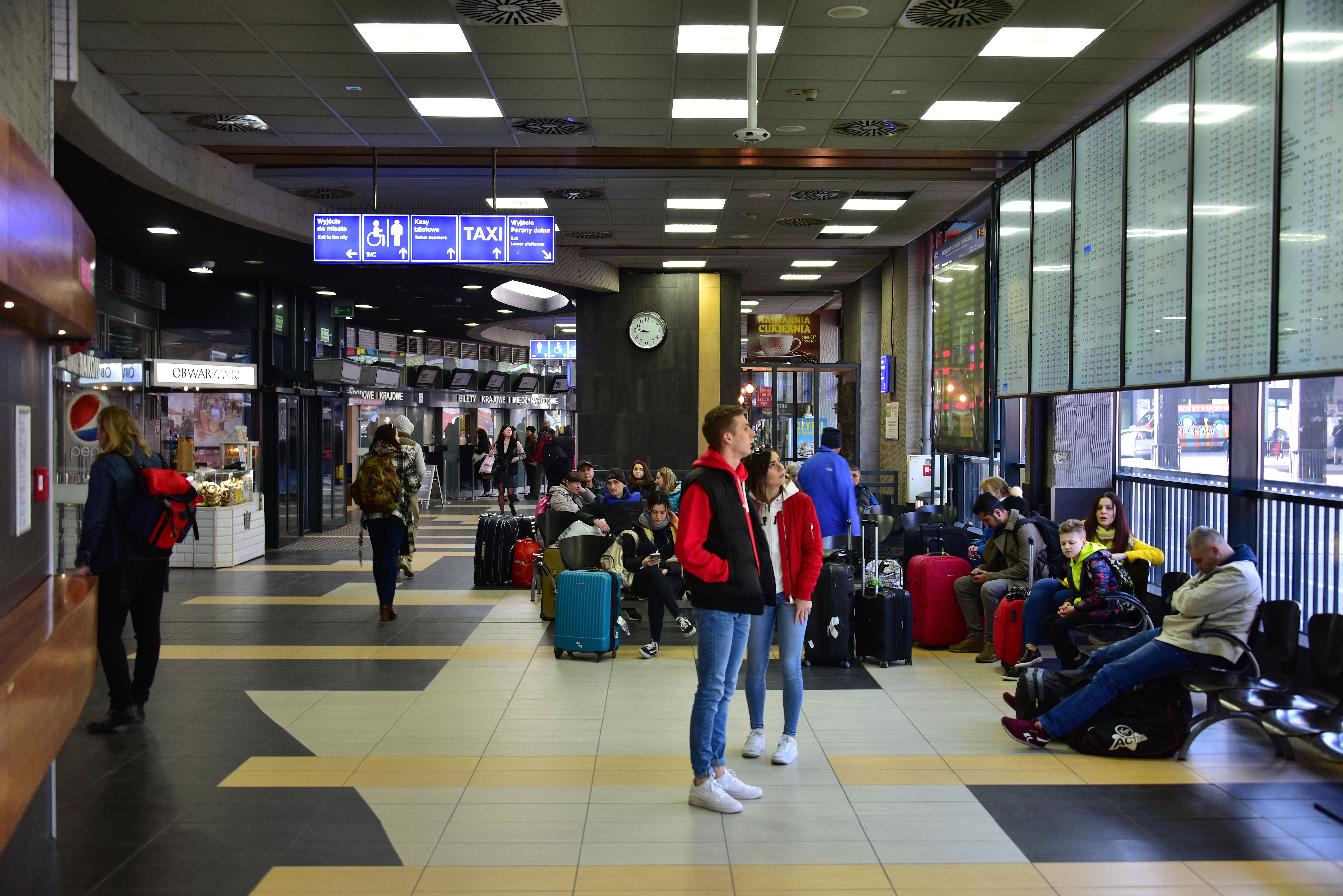
Wnętrze dworca

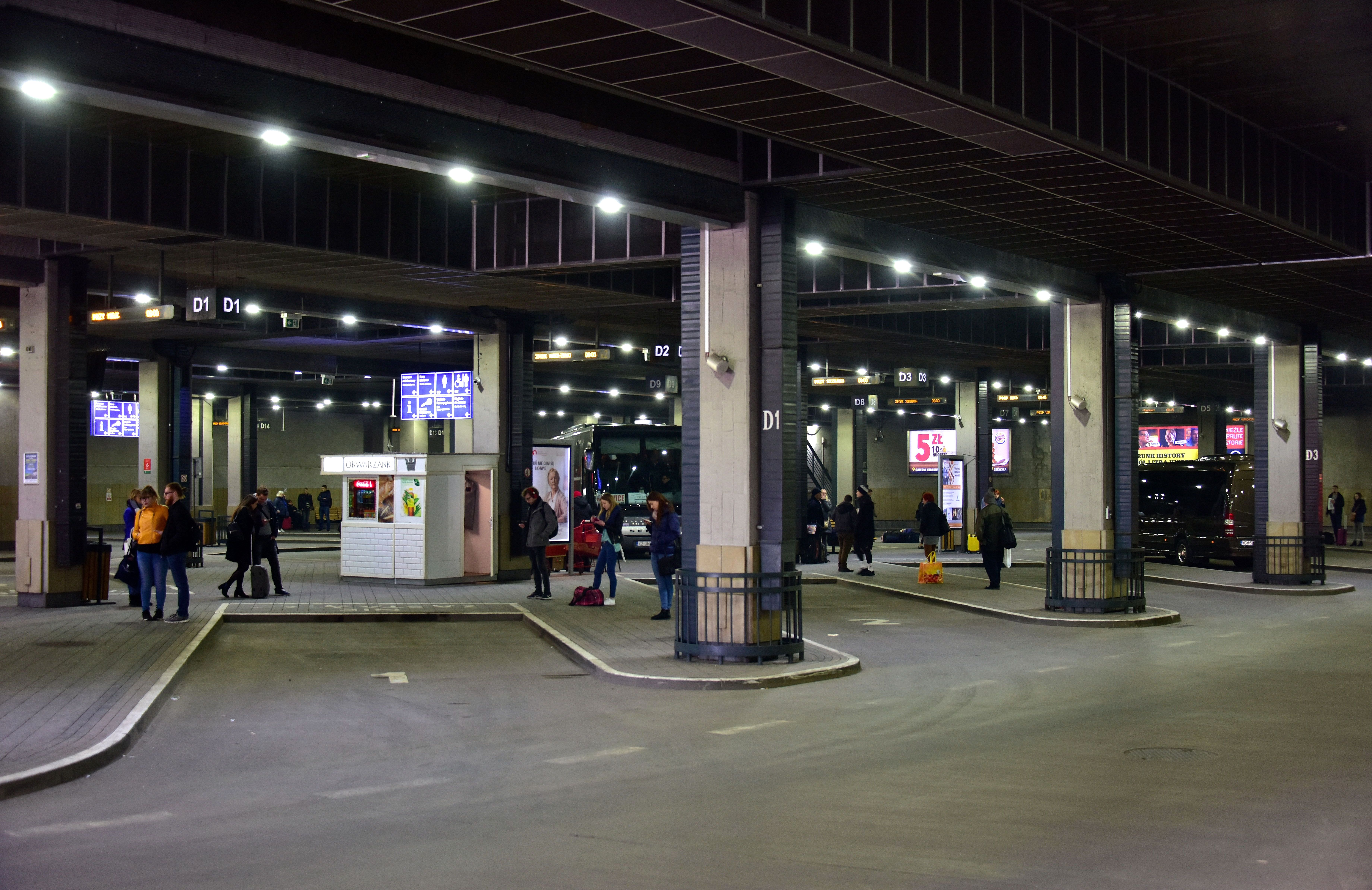
Dolna płyta dworca

Dworzec MDA w Krakowie – dworzec autobusowy znajdujący się w Krakowie przy ul. Bosackiej 18, w bezpośrednim sąsiedztwie dworca kolejowego Kraków Główny. 
Dworzec ma 39 stanowisk (37 odjazdowych, 2 wysiadkowe) na konstrukcji dwupoziomowej, z niezależnymi wjazdami oraz budynek stanowiący zaplecze dworcowe. Główne wejście do budynku dworca znajduje się od strony ulicy Bosackiej.

## Opis
Dworzec został otwarty w listopadzie 2005 r., zastępując dotychczasowy dworzec autobusowy przy ul. Pawiej, na miejscu którego powstała Galeria Krakowska.  Budowę dworca realizowała firma Budimex Dromex SA jako część Krakowskiego Centrum Komunikacyjnego. Koszt inwestycji wyniósł ponad 24 mln zł.
Dworcem zarządza spółka Małopolskie Dworce Autobusowe S.A. Większościowym udziałowcem jest Województwo Małopolskie.  Do 1 lipca 2013 nazwa spółki brzmiała: Regionalny Dworzec Autobusowy w Krakowie, po połączeniu spółek RDA w Krakowie sp. z o.o. i PKS w Krakowie S.A. spółka zmieniła nazwę na „Małopolskie Dworce Autobusowe” S.A. Pod zarządem spółki jest również Dworzec Autobusowy MDA w Nowym Sączu. Prezesem spółki od 2019 r. jest Witold Słomka.
Wewnątrz budynku dworca znajdują się kasy, toalety, przechowalnia bagażu, punkty gastronomiczne. Dworzec nie jest dostępny całodobowo. Główna poczekalnia zlokalizowana w środkowej części budynku jest nieczynna w godzinach od 22.00 do 6.00 oraz w weekendy i święta. Rolę pomieszczenia, w którym mogą schronić się pasażerowie, spełnia w tym czasie boczna poczekalnia nocna z całodobowym dostępem do toalet. Przemieszczanie się między poziomami dworca umożliwiają przejścia zlokalizowane wewnątrz i na zewnątrz budynku.

## Komunikacja
Dworzec jest skomunikowany z Dworcem PKP (przejście z Dolnej Płyty Dworca MDA przez podziemną halę Dworca PKP Kraków Główny) oraz tunelem Krakowskiego Szybkiego Tramwaju. W pobliżu Dolnej Płyty, przy ulicy Wita Stwosza znajduje się przystanek autobusowy Dworzec Główny Wschód, z którego odjeżdżają autobusy, m.in. na Lotnisko Kraków-Balice. Komunikacja tramwajowa dostępna jest z przystanków przy ulicy Pawiej (przejście przez Galerię Krakowską) i Lubicz (przejście przez Dworzec PKP).